# Могутні дуби
Могутні дуби — ботанічна пам'ятка природи місцевого значення. Розташована на території Моївської сільської ради Могилів-Подільського району Вінницької області (Моївське лісництво, кв. 66 діл. 4). 
Площа - 0,01 га. Перебуває у віданні ДП «Могилів-Подільське лісове господарство». Оголошена відповідно до рішення Вінницького облвиконкому від 29.08.1984 р. № 371. Охороняється два могутні екземпляри дуба звичайного віком понад 300 років.